# Аналогова обробка сигналів
Ана́логова обро́бка сигна́лу — це тип обробки неперервних аналогових сигналів за допомогою певних аналогових засобів (на відміну від дискретної цифрової обробки сигналу, виконуваної за допомогою цифрового процесу). «Аналоговий» означає щось, що подається математично як неперервний набір значень. Це відрізняється від «цифрового», де для подання сигналу використовують ряд дискретних величин. Аналогові значення зазвичай подають як напругу, силу струму або електричний заряд у компонентах електронних пристроїв. Помилка або шум, що впливають на ці фізичні величини, призводять до відповідної помилки в подаваних ними сигналах.
Прикладами обробки аналогового сигналу є кросоверні фільтри в гучномовцях, регулятори низьких частот, високих частот і гучності на стереосистемах і відтінку на телевізорах. У схемах аналогової обробки використовують конденсатори, резистори та котушки індуктивності (як пасивні елементи) і транзистори або операційні підсилювачі (як активні елементи).

## Засоби обробки аналогових сигналів
Поведінку системи можна змоделювати математично та подати в часовій області як h(t), а в частотній області як H(s), де s — комплексне число у формі s=a+ib або s=a+jb в термінах електротехніки (інженери-електрики використовують «j» замість «i», оскільки змінною i позначають струм). Вхідні сигнали зазвичай називають x(t) або X(s), а вихідні — y(t) або Y(s).

### Згортка
Згортка — це базова концепція в обробці сигналів, яка стверджує, що вхідний сигнал можна поєднати з функцією системи для пошуку вихідного сигналу. Це інтеграл від добутку двох сигналів після того, як один з них змінився та зсунувся; символом згортки є *.
{\displaystyle y(t)=(x*h)(t)=\int _{a}^{b}x(\tau )h(t-\tau )\,d\tau }
Це інтеграл згортки, який використовується для знаходження згортки сигналу та системи; зазвичай a = -∞ і b = +∞.
Розглянемо дві форми хвилі f і g. Обчислюючи згортку, ми визначаємо, наскільки функцію, обернену до g, слід змістити вздовж осі x, щоб вона статла ідентичною функції f. Функція згортки, по суті, обертає та зсовує функцію g вздовж осі та обчислює інтеграл від добутку f і оберненої та зсунутої g для кожної можливої величини зсуву. Коли функції збігаються, значення (f*g) максимізується. Це відбувається тому, що коли додатні ділянки (піки) або від'ємні ділянки (спади) перемножуються, вони роблять свій внесок в інтеграл.

### Перетворення Фур'є
Перетворення Фур'є — це функція, яка перетворює сигнал або систему з часової області в частотну, але вона працює лише для певних функцій. Обмеження щодо того, які системи або сигнали можна перетворити за допомогою перетворення Фур'є, полягає в тому, що:
{\displaystyle \int _{-\infty }^{\infty }|x(t)|\,dt<\infty }
Це інтеграл перетворення Фур'є:
{\displaystyle X(j\omega )=\int _{-\infty }^{\infty }x(t)e^{-j\omega t}\,dt}
Зазвичай інтеграл перетворення Фур'є не використовують для визначення перетворення; натомість для пошуку перетворення Фур'є сигналу або системи використовують таблицю пар перетворень. Зворотне перетворення Фур'є використовують для переходу від частотної області до часової області:
{\displaystyle x(t)={\frac {1}{2\pi }}\int _{-\infty }^{\infty }X(j\omega )e^{j\omega t}\,d\omega }
Кожен сигнал або система, яку можна перетворити, має унікальне перетворення Фур'є. Для будь-якого частотного сигналу існує лише один часовий сигнал, і навпаки.

### Перетворення Лапласа
Перетворення Лапласа є узагальненим перетворенням Фур'є. Це дозволяє перетворювати будь-яку систему або сигнал, оскільки це перетворення в комплексну площину, а не просто лінію jω, як перетворення Фур'є. Основна відмінність полягає в тому, що перетворення Лапласа має область збіжності, для якої перетворення дійсне. Це означає, що сигнал за частотою може мати більше одного сигналу за часом; правильний часовий сигнал для перетворення визначається областю збіжності. Якщо область збіжності включає вісь jω, jω можна замінити на перетворення Лапласа для s, і воно буде таким самим, як і перетворення Фур'є. Перетворення Лапласа:
{\displaystyle X(s)=\int _{0^{-}}^{\infty }x(t)e^{-st}\,dt}
і обернене перетворення Лапласа, якщо всі сингулярності X(s) містяться в лівій половині комплексної площини:
{\displaystyle x(t)={\frac {1}{2\pi }}\int _{-\infty }^{\infty }X(s)e^{st}\,ds}

### Логарифмічна амплітудно-частотна характеристика
Логарифмічна амплітудно-частотна характеристика (діаграма Боде) — це графік залежності величини від частоти та фази від частоти для системи. Вісь величини градуюється в децибелах (дБ). Фазова вісь градуюється в градусах або радіанах. Осі частот мають логарифмічний масштаб. Це корисно, тому що для синусоїдних вхідних сигналів вихід є вхідним сигналом, помноженим на значення величини на частоті та зміщеним на значення фази на частоті.

## Області

### Часова область
Це область, знайома більшості людей. Графік у часовій області показує залежність амплітуди сигналу від часу.

### Частотна область
Графік у частотній області показує фазовий зсув або величину сигналу на кожній частоті, на якій він існує. Їх можна знайти за допомогою перетворення Фур'є часового сигналу, будуються вони подібно до діаграм Боде.

## Сигнали
Хоча для аналогової обробки сигналу можна використати будь-який сигнал, є багато типів сигналів, які використовуються дуже часто.

### Синусоїди
Синусоїди є будівельними блоками аналогової обробки сигналу. Усі сигнали реального світу за допомогою ряду Фур'є можна подати як нескінченну суму синусоїдних функцій. Синусоїдну функцію можна подати в термінах експоненти за допомогою формули Ейлера.

### Імпульс
Імпульс (дельта-функція Дірака) визначається як сигнал, який має нескінченну величину та нескінченно малу ширину з площею під ним, що дорівнює одиниці, з центром у нулі. Імпульс можна подати як нескінченну суму синусоїд, що включає всі можливі частоти. Насправді неможливо згенерувати такий сигнал, але його можна достатньо апроксимувати за допомогою великої амплітуди вузького імпульсу, щоб отримати теоретичну імпульсну характеристику в мережі з високим ступенем точності. Позначення імпульсу — δ(t). Якщо імпульс подано на вхід системи, вихід називають імпульсною характеристикою. Імпульсна характеристика визначає систему, оскільки на вхід подано всі можливі частоти.

### Сходинка
Одинична східчаста функція, яку також називають функцією Гевісайда, — це сигнал, який має величину 0 перед нулем і величину 1 після нуля. Позначення одиничної сходинки — u(t). Якщо сходинку подано на вхід системи, вихід називають перехідною характеристикою. Перехідна характеристика показує, як система реагує на раптовий вхідний сигнал, подібно до увімкнення перемикача. Період до стабілізації вихідного сигналу називають перехідною частиною сигналу. Перехідну характеристику можна помножити на інші сигнали, щоб показати, як система реагує, коли раптово з'являється вхідний сигнал.
Функція одиничної сходинки пов'язана з дельта-функцією Дірака:
{\displaystyle \mathrm {u} (t)=\int _{-\infty }^{t}\delta (s)ds}

## Системи

### Лінійна стаціонарна система (ЛСС)
Лінійність означає, що коли у вас є два входи та два відповідних виходи, якщо ви візьмете лінійну комбінацію цих двох входів, ви отримаєте лінійну комбінацію виходів. Прикладом лінійної системи є фільтр низьких або високих частот першого порядку. Лінійні системи складаються з аналогових пристроїв, які мають лінійні властивості. Ці пристрої не обов'язково повинні бути повністю лінійними, але вони повинні мати лінійну ділянку роботи. Операційний підсилювач є нелінійним пристроєм, але має лінійну робочу ділянку, тому його можна моделювати як лінійний на цій ділянці. Незмінність у часі означає, що неважливо, коли ви запускаєте систему, результати будуть однаковими. Наприклад, якщо у вас є система, і ви подали в неї вхідний сигнал сьогодні, ви отримаєте той самий результат, якщо запустите систему завтра. Немає реальних лінійних стаціонарних систем, але багато систем можна змоделювати як ЛСС, щоб спростити визначення, яким буде вихідний сигнал. Усі системи певною мірою залежать від таких факторів, як температура, рівень сигналу тощо, які спричиняють їх нелінійність або нестаціонарність у часі, але більшість із них досить стабільні, щоб моделювати їх як ЛСС. Лінійність і стаціонарність у часі важливі, оскільки це єдині типи систем, які можна легко проаналізувати за допомогою звичайних методів обробки аналогового сигналу. Як тільки система стає нелінійною або нестаціонарною, її доводиться описувати нелінійними диференціальними рівняннями, і існує дуже мало тих, які насправді можна проаналізувати. (Haykin & Van Veen 2003)

### схеми
- RC-коло
- Коливальний контур
- Послідовне і паралельне з'єднання провідників

### фільтри
- Режекторний фільтр
- Смуговий фільтр
- Фільтр високих частот
- Фільтр низьких частот